# Kadetten Schaffhausen
El Kadetten Schaffhausen es un equipo de balonmano de la localidad suiza de Schaffhausen. Actualmente milita en la Nationalliga A.

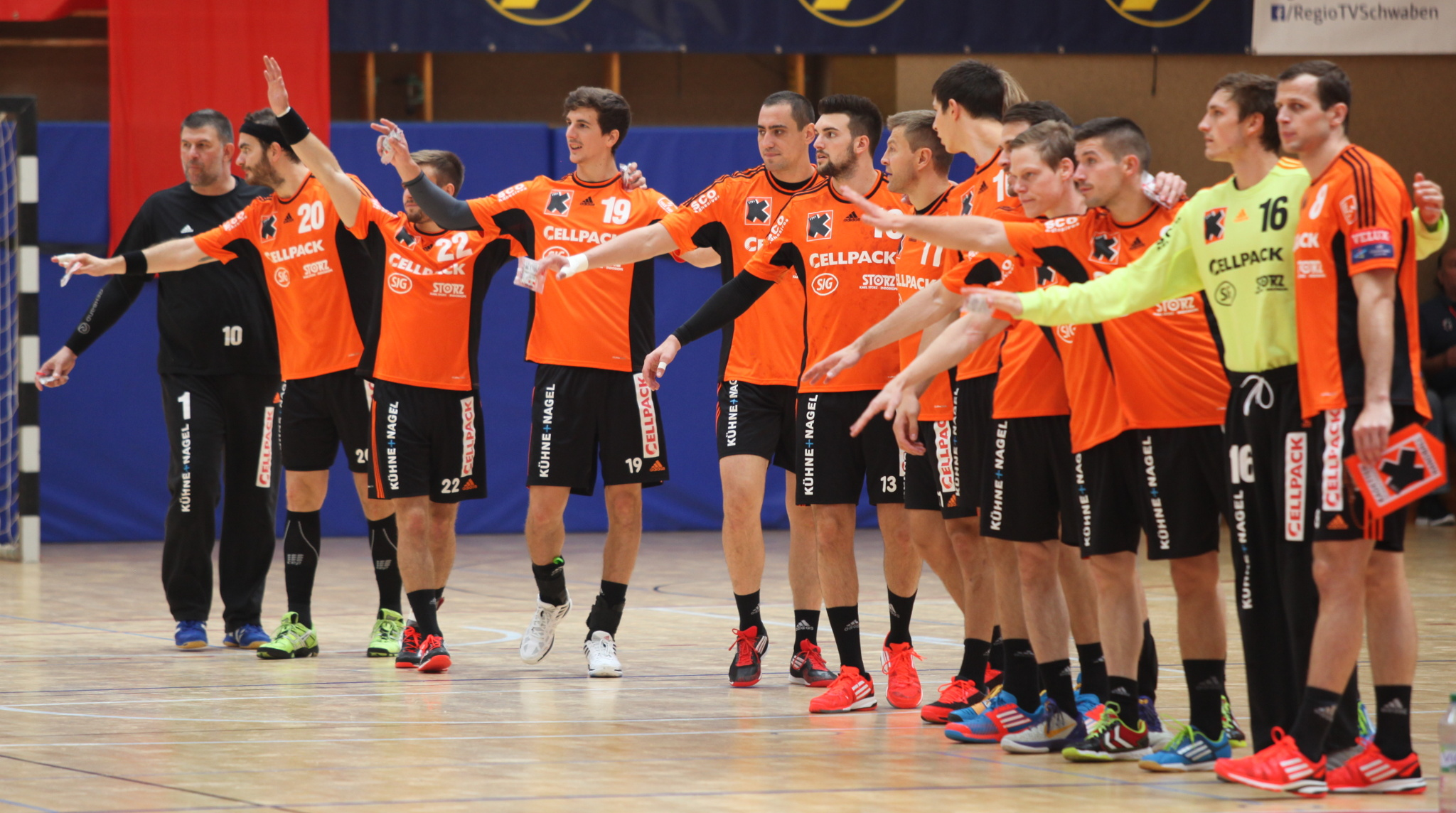
Kadetten Schaffhausen (2014)

## Palmarés
- Ligas suizas: 14
  - Temporadas: 2005, 2006, 2007, 2010, 2011, 2012, 2014, 2015, 2016, 2017, 2019, 2022, 2023, 2024
- Copas de Suiza: 10
  - Temporadas : 1999, 2004, 2005, 2007, 2008, 2011, 2014, 2016, 2021, 2024

## Plantilla 2024-25
|  | Porteros - 01 Kristian Pilipović - 12 André Strauss - 16 Julien Meyer Extremos izquierdos - 03 Yari Prince - 09 Julian Kemmerling - 15 Marvin Lier Extremos derechos - 06 Óðinn Þór Ríkharðsson - 08 David Hrachovec Pivots - 02 Lucas Meister - 11 Kassem Awad - 17 Adam Petric - 23 Rohad Sahin | Laterales izquierdos - 07 Manoy Ugiagbe - 18 Ariel Pietrasik - 19 Zoran Marković - 20 Luka Maros Centrales - 04 Mehdi Ben Romdhane - 05 Torben Matzken - 13 Juan Castro Álvarez - 21 Manuel Speicher Laterales derechos - 10 Donát Bartók - 14 Lukas Hedinger - 22 Patrik Martinović |